# Salsola vermiculata
Salsola vermiculata är en amarantväxtart som beskrevs av Carl von Linné. Salsola vermiculata ingår i släktet sodaörter, och familjen amarantväxter.

## Underarter
Arten delas in i följande underarter:
- S. v. glabrescens
- S. v. pubescens
- S. v. scopiformis

## Bildgalleri

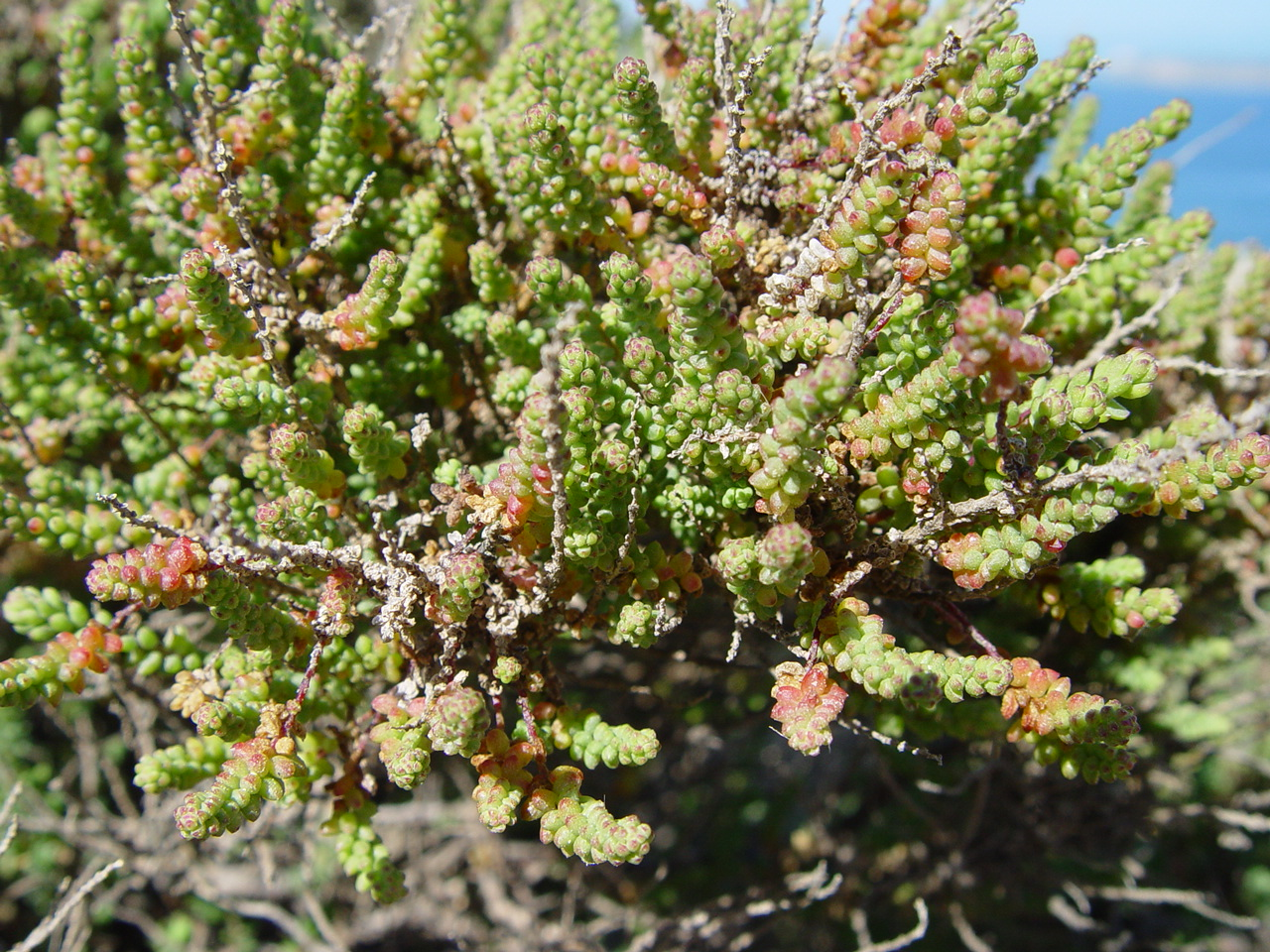
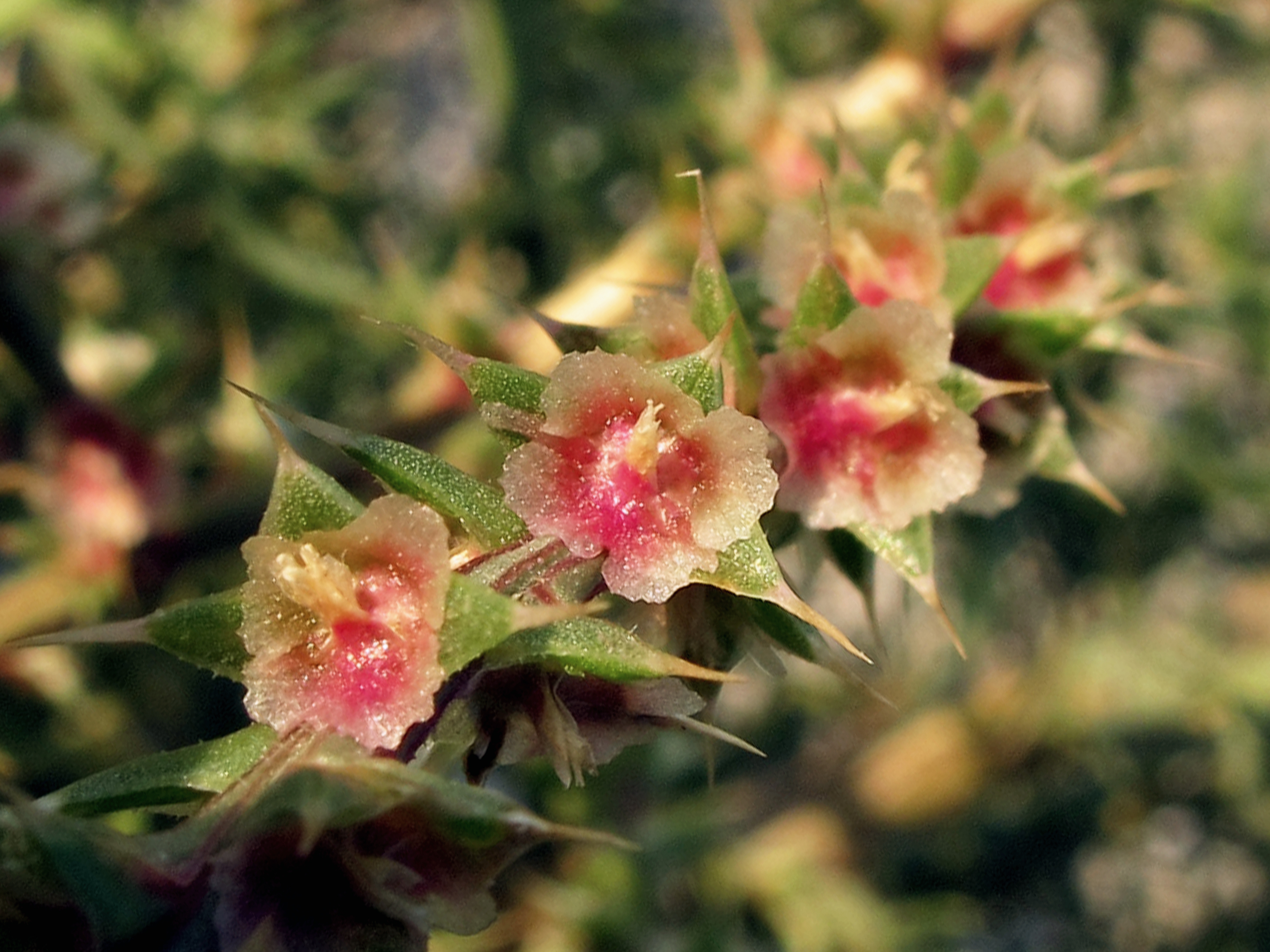